# Raúl Bobadilla
Raúl Marcelo Bobadilla (Buenos Aires, 18 giugno 1987) è un calciatore argentino naturalizzato paraguaiano, attaccante dell'Aarau.
Nato in Argentina da genitori paraguaiani, nel 2013 ha ottenuto la cittadinanza paraguaiana.

## Carriera

### Club
Cresciuto nelle giovanili del River Plate, Bobadilla a 19 anni è stato acquistato dal club svizzero del Concordia Basilea. Dopo un'eccellente stagione con 18 reti in 28 presenze, Bobadilla è passato nelle file del Grasshoppers, in cui ha militato per due anni. Le ottime prestazioni sul campo gli hanno valso la nomination per l'assegnazione del titolo di miglior giocatore della Super League per la stagione 2007-2008, premio poi andato ad Hakan Yakın.
L'11 giugno 2009 firma un contratto quadriennale con il Borussia Mönchengladbach. Dopo 10 gol in 68 presenze totali, viene ceduto allo Young Boys. Il 25 ottobre 2012 realizza una tripletta in Europa League ai danni dell'Udinese, ripetendosi con un altro gol nel ritorno concludendo la prima fase della competizione con 7 gol in tutto messi a segno in 10 partite (compresi i preliminari). Nel campionato svizzero segna 5 gol nelle prime 11 giornate.
Il 3 gennaio 2013 viene acquistato dal Basilea, con cui firma un contratto fino al 2017. Il 15 agosto 2013 viene ufficializzata la sua cessione all'Augusta.

### Nazionale
È convocato dal Paraguay per la Copa América 2015.

## Statistiche

### Presenze e reti nei club
Statistiche aggiornate al 3 agosto 2017
| Stagione                   | Squadra                    | Campionato                 | Campionato | Campionato | Coppe nazionali | Coppe nazionali | Coppe nazionali | Coppe continentali | Coppe continentali | Coppe continentali | Totale | Totale |
| Stagione                   | Squadra                    | Comp                       | Pres       | Reti       | Comp            | Pres            | Reti            | Comp               | Pres               | Reti               | Pres   | Reti   |
| -------------------------- | -------------------------- | -------------------------- | ---------- | ---------- | --------------- | --------------- | --------------- | ------------------ | ------------------ | ------------------ | ------ | ------ |
| 2006-2007                  | Concordia Basilea          | CL                         | 28         | 18         | CS              | -               | -               | -                  | -                  | -                  | 28     | 18     |
| 2007-2008                  | Grasshoppers               | SL                         | 33         | 18         | CS              | 3               | 5               | -                  | -                  | -                  | 36     | 23     |
| 2008-2009                  | Grasshoppers               | SL                         | 14         | 8          | CS              | 2               | 1               | I+CU               | 3+2                | 1+0                | 21     | 10     |
| Totale Grasshoppers        | Totale Grasshoppers        | Totale Grasshoppers        | 47         | 26         |                 | 5               | 6               |                    | 5                  | 1                  | 57     | 33     |
| 2009-2010                  | Borussia M'gladbach        | BL                         | 30         | 4          | CG              | 1               | 0               | -                  | -                  | -                  | 31     | 4      |
| 2010-2011                  | Borussia M'gladbach        | BL                         | 21         | 5          | CG              | 1               | 0               | -                  | -                  | -                  | 22     | 5      |
| 2011-gen. 2012             | Borussia M'gladbach        | BL                         | 15         | 1          | CG              | 0               | 0               | -                  | -                  | -                  | 15     | 1      |
| Totale Borussia M'gladbach | Totale Borussia M'gladbach | Totale Borussia M'gladbach | 66         | 10         |                 | 2               | 0               |                    | -                  | -                  | 68     | 10     |
| gen.-giu. 2012             | Young Boys                 | SL                         | 13         | 7          | CS              | 0               | 0               | -                  | -                  | -                  | 13     | 7      |
| 2012-gen. 2013             | Young Boys                 | SL                         | 11         | 5          | CS              | 1               | 2               | UEL                | 10                 | 7                  | 22     | 14     |
| Totale Young Boys          | Totale Young Boys          | Totale Young Boys          | 24         | 12         |                 | 1               | 2               |                    | 10                 | 7                  | 35     | 21     |
| gen.-giu. 2013             | Basilea                    | SL                         | 10         | 1          | CS              | 1               | 0               | UEL                | -                  | -                  | 11     | 1      |
| 2013-2014                  | Augusta                    | BL                         | 17         | 3          | CG              | 1               | 1               | -                  | -                  | -                  | 18     | 4      |
| 2014-2015                  | Augusta                    | BL                         | 32         | 10         | CG              | 0               | 0               | -                  | -                  | -                  | 32     | 10     |
| 2015-2016                  | Augusta                    | BL                         | 27         | 4          | CG              | 2               | 1               | UEL                | 7                  | 6                  | 36     | 11     |
| 2016-2017                  | Augusta                    | BL                         | 18         | 4          | CG              | 1               | 1               | -                  | -                  | -                  | 19     | 5      |
| Totale Augusta             | Totale Augusta             | Totale Augusta             | 94         | 21         |                 | 4               | 3               |                    | 7                  | 6                  | 105    | 30     |
| 2017-2018                  | Borussia M'gladbach        | BL                         | 13         | 0          | CG              | 1               | 0               | -                  | -                  | -                  | 14     | 0      |
| Totale Borussia M'gladbach | Totale Borussia M'gladbach | Totale Borussia M'gladbach | 79         | 10         |                 | 3               | 0               |                    | -                  | -                  | 82     | 10     |
| 2018-2019                  | Argentinos Juniors         | PD                         | 13         | 0          | CS              | 4               | 0               | CS                 | 4                  | 0                  | 21     | 0      |
| 2019-gen.2020              | Argentinos Juniors         | PD                         | 2          | 0          | -               | -               | -               | -                  | -                  | -                  | 2      | 0      |
| Totale Argentinos Juniors  | Totale Argentinos Juniors  | Totale Argentinos Juniors  | 15         | 0          |                 | 4               | 0               |                    | 4                  | 0                  | 23     | 0      |
| 2020                       | Guarani                    | DP                         | 24         | 11         | -               | -               | -               | CL                 | 10                 | 3                  | 34     | 14     |
| Gen.-apr. 2021             | Guarani                    | DP                         | 5          | 0          | -               | -               | -               | CL                 | 4                  | 0                  | 9      | 0      |
| Totale Guaranì             | Totale Guaranì             | Totale Guaranì             | 29         | 11         |                 | -               | -               |                    | 14                 | 3                  | 43     | 14     |
| 2021                       | Fluminense                 | A/RJ+A                     | 4+20       | 1+3        | CB              | 2               | 0               | CL                 | 4                  | 0                  | 30     | 4      |
| 2021-2022                  | Sciaffusa                  | CL                         | 10+2       | 5+1        | CS              | 0               | 0               | -                  | -                  | -                  | 12     | 6      |
| 2022-2023                  | Sciaffusa                  | CL                         | 27         | 11         | CS              | 2               | 2               | -                  | -                  | -                  | 29     | 13     |
| 2023-gen. 2024             | Bandırmaspor               | 1.L                        | 9          | 1          | TK              | 2               | 1               | -                  | -                  | -                  | 11     | 2      |
| gen.-giu. 2024             | Sciaffusa                  | CL                         | 17         | 4          | CS              | 0               | 0               | -                  | -                  | -                  | 17     | 4      |
| Totale Sciaffusa           | Totale Sciaffusa           | Totale Sciaffusa           | 54+2       | 20+1       |                 | 2               | 2               |                    | -                  | -                  | 58     | 23     |
| Totale carriera            | Totale carriera            | Totale carriera            | 428        | 125        |                 | 25              | 14              |                    | 44                 | 17                 | 483    | 156    |

### Cronologia presenze e reti in nazionale
| Cronologia completa delle presenze e delle reti in nazionale ― Paraguay | Cronologia completa delle presenze e delle reti in nazionale ― Paraguay | Cronologia completa delle presenze e delle reti in nazionale ― Paraguay | Cronologia completa delle presenze e delle reti in nazionale ― Paraguay | Cronologia completa delle presenze e delle reti in nazionale ― Paraguay | Cronologia completa delle presenze e delle reti in nazionale ― Paraguay | Cronologia completa delle presenze e delle reti in nazionale ― Paraguay | Cronologia completa delle presenze e delle reti in nazionale ― Paraguay |
| Data                                                                    | Città                                                                   | In casa                                                                 | Risultato                                                               | Ospiti                                                                  | Competizione                                                            | Reti                                                                    | Note                                                                    |
| ----------------------------------------------------------------------- | ----------------------------------------------------------------------- | ----------------------------------------------------------------------- | ----------------------------------------------------------------------- | ----------------------------------------------------------------------- | ----------------------------------------------------------------------- | ----------------------------------------------------------------------- | ----------------------------------------------------------------------- |
| 26-3-2015                                                               | San José                                                                | Costa Rica                                                              | 0 – 0                                                                   | Paraguay                                                                | Amichevole                                                              | -                                                                       | 80’                                                                     |
| 31-3-2015                                                               | Kansas City                                                             | Messico                                                                 | 1 – 0                                                                   | Paraguay                                                                | Amichevole                                                              | -                                                                       | 62’                                                                     |
| 13-6-2015                                                               | La Serena                                                               | Argentina                                                               | 2 – 2                                                                   | Paraguay                                                                | Coppa America 2015 - 1º turno                                           | -                                                                       | 66’                                                                     |
| 16-6-2015                                                               | Antofagasta                                                             | Paraguay                                                                | 1 – 0                                                                   | Giamaica                                                                | Coppa America 2015 - 1º turno                                           | -                                                                       | 75’                                                                     |
| 20-6-2015                                                               | La Serena                                                               | Uruguay                                                                 | 1 – 1                                                                   | Paraguay                                                                | Coppa America 2015 - 1º turno                                           | -                                                                       | 68’                                                                     |
| 27-6-2015                                                               | Concepción                                                              | Brasile                                                                 | 1 – 1 (3 – 4 dtr)                                                       | Paraguay                                                                | Coppa America 2015 - Quarti di finale                                   | -                                                                       | 74’                                                                     |
| 30-6-2015                                                               | Concepción                                                              | Argentina                                                               | 6 – 1                                                                   | Paraguay                                                                | Coppa America 2015 - Semifinale                                         | -                                                                       | 27’                                                                     |
| 3-7-2015                                                                | Concepción                                                              | Perù                                                                    | 2 – 0                                                                   | Paraguay                                                                | Coppa America 2015 - Finale 3º posto                                    | -                                                                       |                                                                         |
| 8-10-2015                                                               | Puerto Ordaz                                                            | Venezuela                                                               | 0 – 1                                                                   | Paraguay                                                                | Qual. Mondiali 2018                                                     | -                                                                       | 72’                                                                     |
| 13-11-2015                                                              | Lima                                                                    | Perù                                                                    | 1 – 0                                                                   | Paraguay                                                                | Qual. Mondiali 2018                                                     | -                                                                       | 58’                                                                     |
| 8-10-2020                                                               | Asunción                                                                | Paraguay                                                                | 2 – 2                                                                   | Perù                                                                    | Qual. Mondiali 2022                                                     | -                                                                       | 63’                                                                     |
| Totale                                                                  |                                                                         | Presenze                                                                | 11                                                                      |                                                                         | Reti                                                                    | 0                                                                       |                                                                         |

## Palmarès

### Club

#### Competizioni nazionali
- Campionato svizzero: 1

Basilea: 2012-2013